# Irmgard Lange
Irmgard Lange (* 30. November 1941 in Posen; † 8. Mai 2014 in Berlin) war eine deutsche Schauspielerin und Regisseurin.

## Leben
Ihre Kindheit verbrachte sie in Dessau. Nach einem Schauspielstudium am Deutschen Nationaltheater Weimar war sie zehn Jahre als Schauspielerin tätig. Parallel entstanden sporadisch erste  Regiearbeiten.
Die frühen Jahre als Regisseurin waren von Dario Fo, Peter Hacks, Volker Braun, Alfonso Sastre geprägt. Anschließend beschäftigte sich Irmgard Lange intensiv mit der russischen Avantgarde nach 1917: Platonov, Bulgakow, Jewgeni Schwarz. Darunter waren acht deutschsprachige Erstaufführungen, vier Inszenierungen wurden zu den Berliner Theatertagen (Ost) eingeladen. Später folgte die Arbeit mit den „Klassikern“ von Shakespeare mit Romeo und Julia, Was ihr wollt, Hamlet, Ein Sommernachtstraum, weiter Goethes Clavigo, Kleists Amphytryon, Tschechows Drei Schwestern und  Horváths Geschichten aus dem Wiener Wald.
Sie inszenierte von 1970 bis 1987 am Theater in Karl-Marx-Stadt und danach zwölf Jahre am Staatsschauspiel Dresden. Dazu kamen Gastinszenierungen in München, St. Gallen und Bern. Ihre Inszenierung am Staatsschauspiel Dresden von Glaube Liebe Hoffnung von Horváth wurde 1995 zum Berliner Theatertreffen eingeladen. Von 2001 bis 2004 war Irmgard Lange Oberspielleiterin des Schauspiels am Staatstheater Mainz. In ihren letzten Jahren inszenierte sie am Staatsschauspiel Stuttgart, am Luzerner Theater und am Theater Baden-Baden.
Neben ihren Regiearbeiten unterrichtete sie regelmäßig Schauspielstudenten als Dozentin der Hochschule für Musik und Theater „Felix Mendelssohn Bartholdy“ Leipzig und zuletzt auch an der Hochschule für Schauspielkunst „Ernst Busch“ Berlin.
Irmgard Lange, Mutter der Schauspielerin Katherina Lange, ist nach kurzer schwerer Krankheit im Alter von 72 Jahren in Berlin gestorben.

## Inszenierungen (Auswahl)
- Julie Schrader Genoveva oder Die weiße Hirschkuh 1988, (Kleine Bühne Das Ei im Friedrichstadt-Palast Berlin)
- Federico Garcîa Lorca Bernarda Albas Haus 1999, Staatsschauspiel Dresden
- William Shakespeare Der Widerspenstigen Zähmung 2001, Staatsschauspiel Dresden
- Friedrich Schiller Maria Stuart 2002, Staatstheater Mainz
- Heinrich von Kleist Das Käthchen von Heilbronn 2002, Staatstheater Mainz
- William Shakespeare Der Sturm 2003, Staatstheater Mainz
- William Shakespeare Was ihr wollt 2003, Staatstheater Mainz
- George Tabori Goldberg-Variationen 2003, Stadttheater Bern
- Bertolt Brecht Der gute Mensch von Sezuan 2004, Staatstheater Mainz
- Anton Tschechow Die Möwe 2004, Stadttheater Bern
- Euripides Medea 2005, Staatstheater Mainz
- Gotthold Ephraim Lessing Nathan der Weise 2005, Staatstheater Mainz
- Bertolt Brecht Dreigroschenoper 2006, Staatstheater Mainz
- Yasmina Reza Der Gott des Gemetzels 2007, Staatstheater Stuttgart
- Gotthold Ephraim Lessing Minna von Barnhelm 2008, Theater Baden-Baden
- Sophokles Antigone 2009, Theater Baden-Baden
- Bernhard Die Macht der Gewohnheit 2011, Theater Baden-Baden
- Brecht Der gute Mensch von Sezuan 2011, Theater Baden-Baden
- Feydeau Floh im Ohr 2012, Theater Baden-Baden
- Büchner Dantons Tod 2014, Theater Baden-Baden

## Filmografie
- 1980: Armer Ritter (Theateraufzeichnung)